# Edward August Lilpop
Edward August Lilpop (ur. 13 sierpnia 1844 w Warszawie, zm. 3 marca 1911 tamże) – polski projektant i budowniczy.
Pochodził z warszawskiej rodziny Lilpopów. Po ukończeniu Szkoły Głównej odbył praktykę budowlaną u Jana Heuricha. Patenty budowniczego otrzymał w 1867 i 1874. Był doradcą technicznym w Towarzystwie Kredytowym i członkiem komitetu kanalizacyjnego. Realizował projekty w Częstochowie (osiedle przy fabryce Motte), Łodzi, Warszawie i najbliższych okolicach.
Znane projekty:
- dom K. Scheiblera (wspólnie z J. Dziekońskim) przy ul. Trębackiej 4
- kaplica K. Scheiblera[2]
- dom Kiersnowskiego przy Brackiej 18
- budynki browaru H. Junga na Woli i fabryki Wulkan na Pradze
- mauzoleum rodziny Jungów na cmentarzu ewangelicko-augsburskim
- II nagroda za projekt konkursowy na gmach Towarzystwa Kredytowego m. Warszawy (wspólnie z E. Cichockim)
- Zakłady Tow. Akc. L. Spiess i Syn w Tarchominie
- przędzalnia braci Briggs w Markach

Pochowany na cmentarzu ewangelicko-augsburskim w Warszawie (aleja 24, grób 14).